# Carl Friedrich Bames
Carl Friedrich Bames (* 11. August 1831 in Pfullingen; † 27. Oktober 1903 in Stuttgart) war ein württembergischer Oberamtmann.

## Leben
Bames’ Vater war Präzeptor in Reutlingen. Er selbst besuchte die Lateinschule in Pfullingen und studierte anschließend von 1853 bis 1856 in Tübingen. 1858 begann er seine berufliche Laufbahn als Assistent an den Oberämtern Biberach und Marbach. 1859 wechselte er als Aktuariatsverweser an das Oberamt Böblingen und anschließend an das Oberamt Neckarsulm. 1860 wurde er Aktuar am Oberamt Ludwigsburg, wo er 1870 den Titel Sekretär erhielt. Zwei Jahre später bekleidete er bei der Regierung des Neckarkreises in Ludwigsburg das Amt eines Revisors und Kollegialhilfsarbeiters. Den Höhepunkt seiner Laufbahn erreichte er 1873, als er Oberamtmann des Oberamtes Freudenstadt wurde. Er blieb dies 27 Jahre lang bis zu seiner Versetzung in den Ruhestand (mit Titel und Rang eines Regierungsrats) im Jahr 1900.

## Auszeichnungen
- Ritterkreuz I. Klasse des Friedrichsordens (1886)
- Ritterkreuz des Ordens der württembergischen Krone (1898)
- bronzene Karl-Olga-Medaille
- bronzene Jubiläumsmedaille